# Linda-Philomène Tsoungui
Linda-Philomène (Philo) Tsoungui (* 1992 in Plauen) ist eine deutsche Schlagzeugerin, Percussionistin und Produzentin. Sie ist bekannt als Drummerin von Mine, Fatoni, Chefket und The Mars Volta.

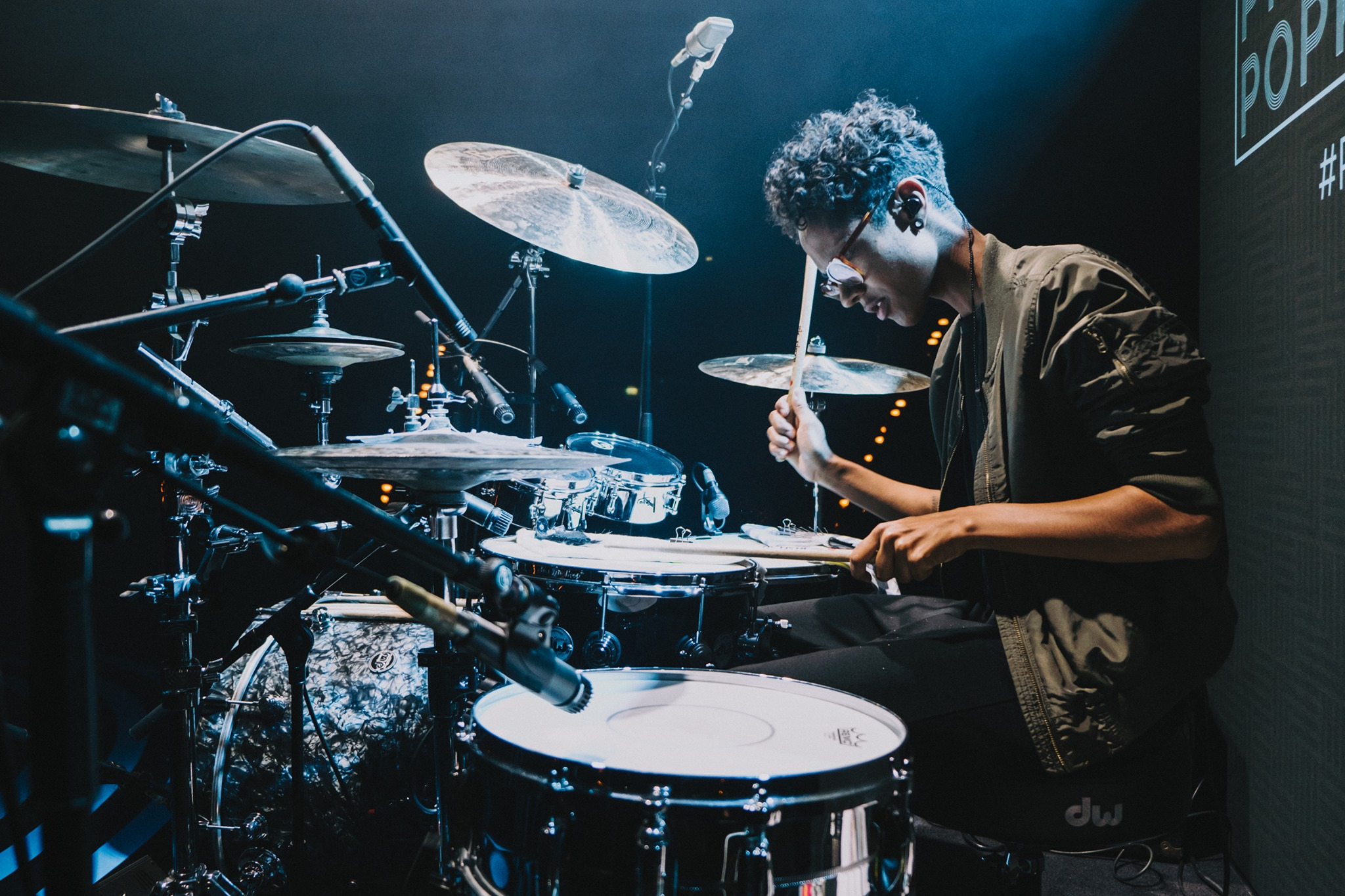
Philo Tsoungui beim Preis für Popkultur 2019. Foto: Christoph Mangler.

## Leben und Wirken
Als Tochter eines Kameruners und einer deutschen Opernsängerin wurde Tsoungui in Plauen geboren und zog im Alter von sechs Jahren nach Hof, wo sie später das musische Jean-Paul Gymnasium besuchte. An der Musikschule in Hof erhielt sie zunächst Klavierunterricht, später wechselte sie ans Schlagzeug. Sie erhielt Unterricht bei Claudio Estay und Johannes Potzel.
Von 2011 bis 2015 studierte sie klassisches Schlagwerk an der Hochschule für Musik und Theater München bei Peter Sadlo und Bastian Jütte. Während ihres Studiums wirkte sie in verschiedenen Ensembles, u. a. solistisch im Munich-Percussion-Ensemble, mit dem sie Konzertreisen nach Ägypten, Aserbaidschan, sowie in den Oman unternahm. 2014 spielte sie im Ensemble der Aufführung von Die Soldaten von Bernd Alois Zimmermann an der Bayerischen Staatsoper unter Kyrill Petrenko. Außerdem arbeitete sie mit Martin Grubinger, Kent Nagano und Steve Reich. Sie war Stipendiatin der Neuen Franz Liszt Stiftung und der Yehudi-Menuhin-Stiftung LiveMusicNow.
Nach ihrem Bachelor-Abschluss studierte Tsoungui zwei Semester Jazz-Schlagzeug in München, bevor sie 2016 ihren Master in Popular Music mit dem Schwerpunkt Performance Artist an der Popakademie Baden-Württemberg begann. Dort erhielt sie Unterricht bei Claus Heßler und Udo Dahmen. Ihre Masterarbeit, die von Andreas Margara und Sookee betreut wurde, trug den Titel: Ich bin zu für Dich – Wie Kapitalisierung von Weiblichkeit den Erfolg deutscher Rapperinnen konstituiert.
Tsoungui spielte für zahlreiche Bands und Künstler und Künstlerinnen u. a. für Antonia Derings SiEA, Tiger Tiger, Madanii, Evelinn Trouble, Donskoy, Elif und Seba Kaapstad. Aktuell ist sie Schlagzeugerin bei Mine, Fatoni, Chefket, Mal Élevé, Moli und Lxandra.
Im August 2017 ging sie auf Tour mit dem in Hongkong lebenden Produzenten und Sänger Khalil Fong durch China und Hongkong.
Für Mine spielte sie das im Mai 2019 bei Caroline Records erschienene Album Klebstoff ein. Es folgten zahlreiche Fernsehauftritte, u. a. bei Aspekte im ZDF und in der Pierre M. Krause Show im SWR.
Seit 2019 ist sie die musikalische Leiterin von Fatoni, mit dem sie im Herbst 2019 auf deutschlandweiter Tour war.
Neben der Tätigkeit in Livebands komponiert und produziert sie ihre eigene Musik. In den Jahren 2018 und 2019 begleitete Tsoungui musikalisch die Preisverleihung des Preis für Popkultur im Tempodrom in Berlin mit eigenen Kompositionen und solistischen Einlagen.
Seit 2022 ist sie als Schlagzeugerin von The Mars Volta auf Tour.
Während der Fußball-EM 2024 der Männer begleitete Tsoungui mit ihrem Schlagzeugsolo die von Fahri Yardım und Jonas Hector moderierte und auf MagentaTV ausgestrahlte Late-Night-Show Studio Pille-Palle.

### Lehrtätigkeit

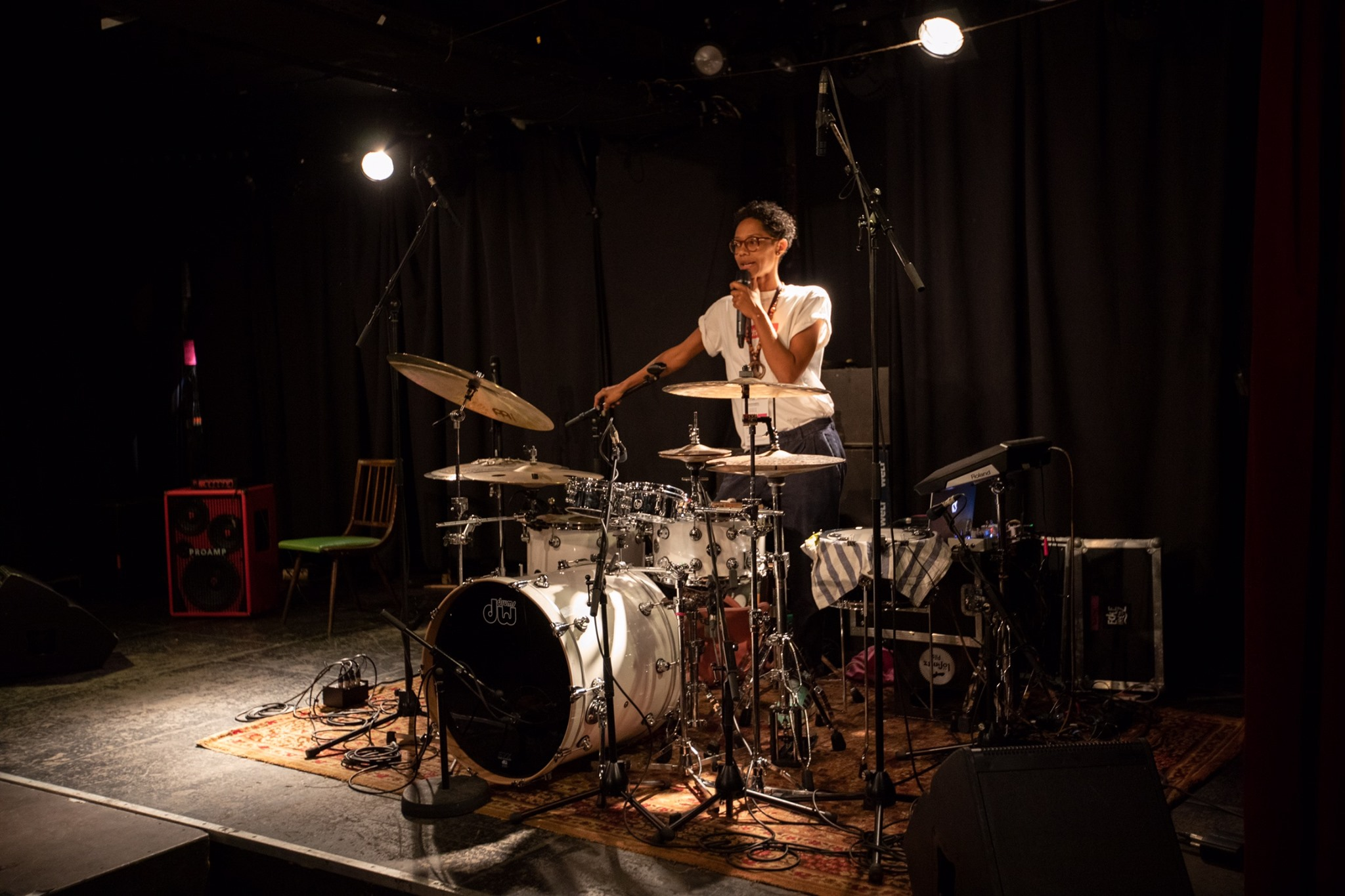
Tsoungui beim Drum and Bass Festival 2019 in Dresden.

Tsoungui dozierte für Online Lessons TV und saß 2018 in der Jury des Austrian Drummer Awards.
Im September 2019 gab sie ihre erste Clinic beim Dresdner Drum and Bass Festival mit dem Schwerpunkt elektronische Produktion und Drumming im Band Kontext.

## Preise und Auszeichnungen
2025 erhielt Tsoungui den Deutschen Jazzpreis in der Kategorie „Schlagzeug/Perkussion.“

## Diskografie (Auswahl)
- SiEA (2019, mit Kira Linn, Patricia Römer, Antonia Dering, Theresa Zaremba, Frida Beck, Jutta Keeß, Bettina Maier, Amélie Haidt, Julia Hornung)
- Tiger Tiger: O Trust (2019)[10]
- Mine: Klebstoff  (2019)[11]